# Koromľa
Koromľa (in ungherese: Koromlak) è un comune della Slovacchia facente parte del distretto di Sobrance, nella regione di Košice.